# Hypoxis acuminata
Hypoxis acuminata är en enhjärtbladig växtart som beskrevs av John Gilbert Baker. Hypoxis acuminata ingår i släktet Hypoxis och familjen Hypoxidaceae. Inga underarter finns listade i Catalogue of Life.